# Ryōhei Arai (piłkarz)
Ryōhei Arai (jap. 新井 涼平 Arai Ryōhei; ur. 3 listopada 1990) – japoński piłkarz występujący na pozycji pomocnika. 

## Kariera klubowa
Od 2009 roku występował w klubach Omiya Ardija, FC Gifu, Giravanz Kitakyushu, Ventforet Kofu i tajskim Sukhothai FC